# Terby (Marskrater)
Der Krater Terby befindet sich am nördlichen Rand des großen Einschlagbeckens Hellas Planitia auf der Südhalbkugel de Mars. Er misst etwa 171 km im Durchmesser und wurde nach François Terby benannt.
Perspektivische Schrägansicht im Kraterinneren: